# ديريك هال
ديريك هال (بالإنجليزية: Derek Hall)‏ (5 يناير 1965 في المملكة المتحدة - ) هو لاعب كرة قدم بريطاني في مركز الوسط. لعب مع سويندون تاون وكوفنتري سيتي ونادي توركي يونايتد ونادي روتشديل ونادي ساوثيند يونايتد ونادي هايد إف سي ونادي هاليفاكس تاون وBuxton F.C. ‏ وCurzon Ashton F.C. ‏ ونادي ستاليبريدج سيلتيك ونادي هيرفورد ونادي ألترينتشام وStockport Sports F.C. ‏.

## وصلات خارجية
- ديريك هال على موقع قاعدة بيانات كرة القدم.إي يو (الإنجليزية)
- ديريك هال على موقع Soccerbase.com (لاعب) (الإنجليزية)